# Julio Marinas
Julio Antonio Marinas Salvador (Zamora, 1964) es un poeta español en lengua castellana.

## Biografía
Reside en Zamora, donde estudió Magisterio y en cuya provincia ejerce como profesor de inglés en un instituto de Secundaria. Es coautor de Trébol (1994) y Aquascente (2019) y autor de Criaturas de sexo (1997), que fue galardonado con el undécimo Premio Cálamo de poesía erótica. En 2013 publicó Poesía incompleta, que recogía su obra publicada anteriormente y dos poemarios inéditos: Meditaciones tras el combate y Búsqueda de natura. En 2021 publicó una versión ampliada de Búsqueda de natura. Prologó Poemas, de Chantal Maillard (Zamora: Magua Sociedad Literaria, 2005) y Vientos difíciles, de Benito Pascual (Grado, Asturias: Piediciones, 2019), y ha aparecido en varias antologías poéticas. Perteneció el grupo poético zamorano Lucerna.

## Libros publicados
- Trébol, con Juan Luis Calbarro, Zamora: Semuret, 1994.
- Criaturas de sexo, Gijón: Cálamo/Gesto, 1997. Premio Cálamo de poesía erótica.
- Poesía incompleta (1994-2013), Brighton: Los Papeles de Brighton, 2013.
- Aquascente, con Benito Pascual, incluido en el catálogo de la exposición de fotografías de José Antonio Carreño, El agua: esencia y belleza, Zamora: Junta de Castilla y León, 2019.
- Búsqueda de natura, epílogos de Benito Pascual, José Antonio Carreño y Juan Luis Calbarro, Madrid: Los Papeles de Brighton, 2021.

## Algunas antologías en las que aparece
- Poeti Europei. Antologia, Roma: Centro Italiano Arte e Cultura, 1998.
- La alquitara poética, Béjar: El Sornabique / LF ediciones, 1998.
- Palabras como velas encendidas. Voces por los derechos humanos, Zamora: Amnistía Internacional Zamora, 2007.
- 50 maneras de ser tu amante, Avilés: Puntos Suspensivos, 2010.
- Palabras para Ashraf, Palma de Mallorca: Los Papeles de Brighton, 2016.
- Poemas para combatir el coronavirus, Alcobendas (Madrid): IES Ágora y Los Papeles de Brighton, 2021.
- El viaje. Concurso literario del IES María de Molina, edición de Jesús Rebollo y Julio Eguaras, Zamora: IES María de Molina, 2021.
- Aki no koe. Voz del otoño. Antología del I Certamen de haiku Kasumi, edición de A. Daoku, Encinas Reales (Córdoba): Un Cuaderno en Blanco, 2022.
- Dieciséis de Brighton. Antología poética, edición de Eduardo Moga, Madrid: Los Papeles de Brighton, 2023.

## Premios
- Premio Cálamo de poesía erótica, por Criaturas de sexo (1997).